# 埃里都

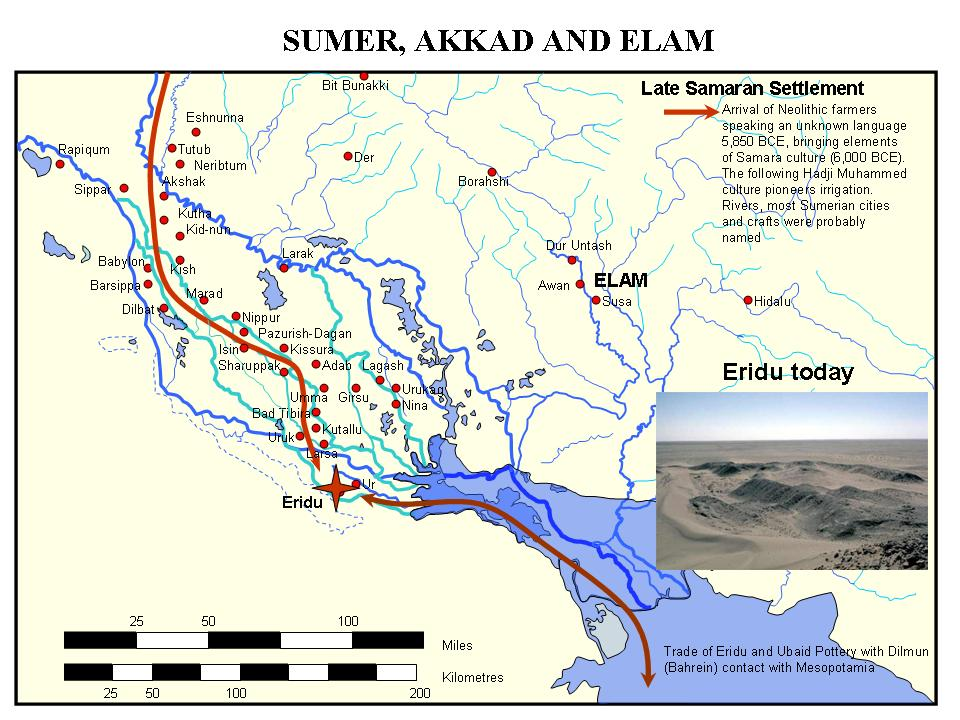
埃里都的位置

埃里都（𒉣𒆠，NUN.KI，羅馬化：tall abū šahrain）是美索不達米亞南部最早的城市，亦被認為是世界上最早的城市，位於蘇美爾諸多城市的最南端。

## 探索歷史
埃利都遺址最早由泰勒(J.Taylor，1855年)、湯普遜(R.Thompson，1918年)、赫爾(H.Hall，1919年)發掘。

## 傳統與神話
在蘇美爾王表中，埃利都被描述為王權最早降臨的城市，時間遠在大洪水之前：
王權天降，首先降于埃利都。在埃利都，阿魯利姆首先稱王，統治了28800年；阿拉勒伽稱王統治了36000年。兩王一共統治了64800年。然後埃利都衰落了，王權轉移到巴德·提比拉。
王表中記載了兩位埃利都之王，他們的名字分別為：
| 名字     | 楔形文字寫法    | 傳統統治時間 |
| -------- | --------------- | ------------ |
| 阿魯利姆 | 𒀉𒇻𒅆,a2-lu-lim   | 28800年      |
| 阿拉勒伽 | 𒀉𒋮𒃻,a2-lal3-ĝar | 36000年      |

他們被認為是傳說中的王，而王表記載了權力在兩河平原逐漸北移的事實。在蘇美爾神話中，埃利都的阿達帕被視為阿魯利姆統治時的文化英雄，是他將文明帶入到人類世界。
在蘇美爾神話中，埃利都是淡水、智慧、魔法之神恩基/埃阿(蘇美爾語enki，阿卡德語ea)的居所。恩基的住處為象征地下淡水的阿普蘇神殿(Abzu，蘇美爾語意為“深層的水”)，女神伊南娜曾從恩基的宮殿中盜走文明的象征，將他們帶給了城市烏魯克的人。在巴比倫時代，埃利都被視為因諸神之主馬爾杜克而建立的最早之城。

## 歷史
埃利都位於幼發拉底河南部，波斯灣沿岸(數千年時間的泥沙積累使得現在的埃利都遺址已近距離海岸線相當遠了)，其歷史最早可以追溯到約公元前5400年的歐貝德時代，考古證實其最早建在未經開發的沙丘上。斯汀克勒(P.Steinkeller)認為埃利都最早被崇拜的神是地母神，她後來演變成了蘇美爾神話中的大母神寧胡爾薩格(Ninhursag)，恩基的妻子。
雷克(Gwendolyn Leick)認為，埃利都最早由象征三種生活方式的三個社會系統組合而成，而神話中的英雄阿達帕則象征著將淡水引入沙漠的環境：已知最早的農業聚居地屬於埃利都北方的薩瑪拉文化(它以渠道建築與泥磚房作為標誌)、沿海漁獵的阿拉伯式文化(提供了大量堆肥，可能是蘇美爾人文化的源頭，居住在蘆葦小屋中)與修築了埃利都城的操閃米特語的民族的文化(居住于半沙漠地帶的帳篷中，以牧羊為生)。三種文化都與埃利都最早的形制有關聯，而以泥磚神廟為中性的城市化聚居地是在易於讓水聚集的小片窪地上發展起來的。
菲爾登(Kate Fielden)指出：埃利都早期的村莊式聚居地(約公元前5000年)在約公元前2900年發展為以泥磚-蘆葦房為特征的城市聚居地，該城市的覆蓋範圍約為20-25英畝(8-10公頃)，被認為是“早王朝之前的重要城市”。馬格溫(Mallowan)指出，在歐貝德時代，它屬於首屈一指的大城市，擁有不少於4000的人口。但是，在歐貝德時代過後，埃利都在各種重要的意義上都被丟棄了，雖然遲至早王朝II時代仍然有大量聚居點分佈于此。在大約公元前2050年，埃利都作為城市已經衰退，此之後人類攻佔此地的證據很少出現，位於此地的18個泥磚神廟的疊層遺址被認為是烏爾王阿馬爾-辛(Ur-Nammu，約前2046年-前2038年)未完成的塔廟。
埃利都的早期地層中有大量魚骨出土，被認為是位於阿普蘇神廟區內對後世被稱為恩基/埃阿的神的崇拜的證據。
約公元前6世紀，埃利都城市已經被完全遺棄，被遺棄的原因可能是持續灌溉導致的土壤鹽度上升。而臨近地區沙丘的入侵與鹽湖層的抬高顯示在隨後的新巴比倫時代，埃利都層因為早時的輝煌而作為聖城一度復興。

## 考古發現

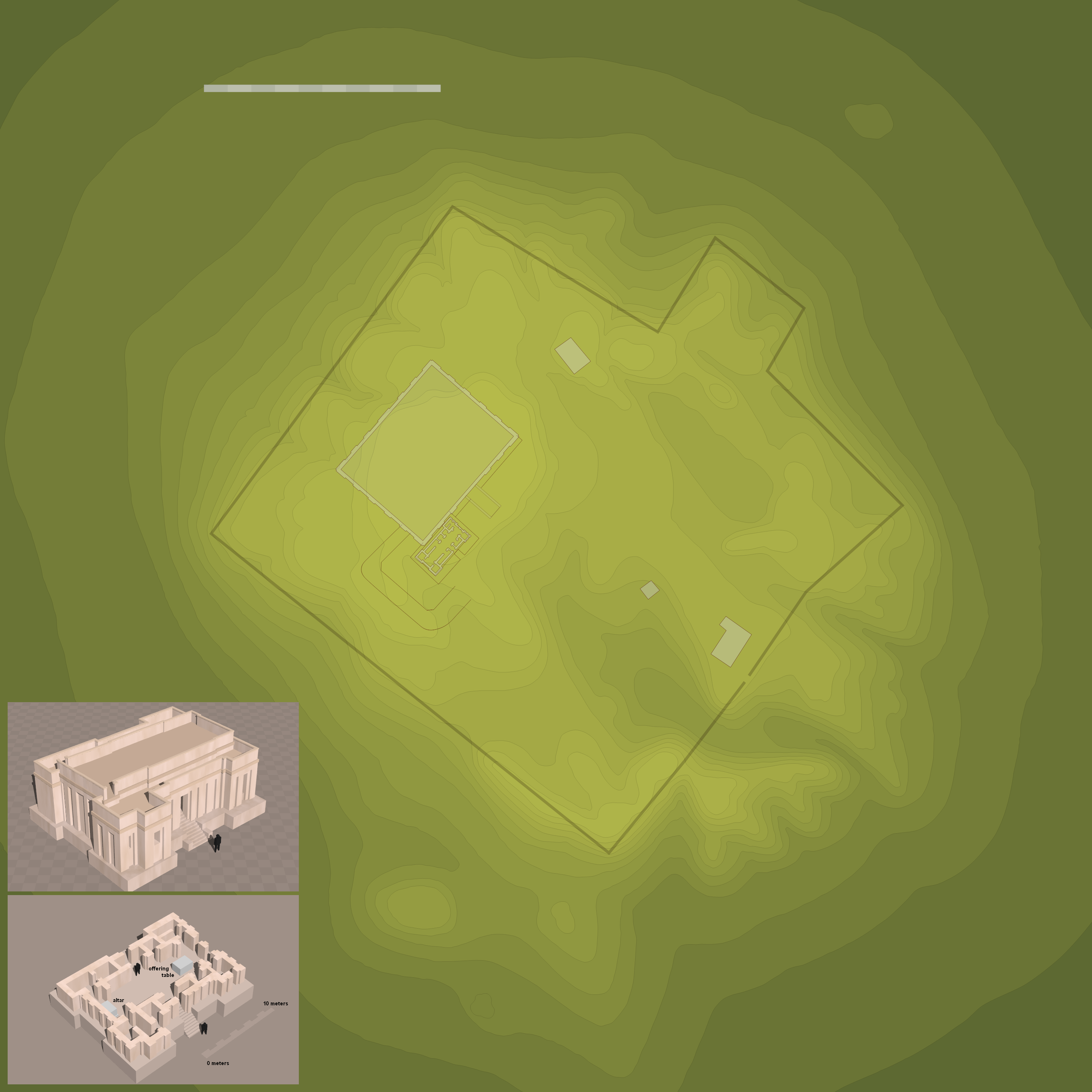
埃利都的阿普蘇神廟基址及復原。

考古顯示，埃利都城市的核心為阿普蘇神廟區(𒂍𒍪𒀊/E2.ZU.AB；蘇美爾語e2-abzu；阿卡德語bītu apsû)，在後世又被稱為恩古拉神廟(𒂍𒇉/E2.LAGAB×HAL；蘇美爾語e2-engur；阿卡德語bītu engurru)。神廟被視為恩基的居所，神廟最早的內部建築出現于約公元前5300-5000的埃利都時代(大小約為2.8×2.8m)，而平臺式建築最早見於約前4500-4000的歐貝德時代，該時代恩基的妻子寧胡爾薩格在附近也擁有一座神廟。
烏爾第三王朝期間，阿馬爾-辛在原本神廟的廢墟上修建了新的神廟。

## 外部連結
- The Sumerian king list: translation